# Лесьневский, Станислав
Станислав Лесьневский (пол. Stanisław Leśniewski; 30 марта 1886, Серпухов — 13 мая 1939, Варшава) — польский математик и философ. В математике специализировался на математической логике. Один из главных представителей Львовско-варшавской школы.

## Биография
Родился в семье Исидора Лесьневского, польского инженера-железнодорожника. Семья переезжала в соответствии с географией строительства железных дорог, поэтому школьные годы С. Лесьневский провёл в Иркутске.
Обучался в университетах Берлина, Лейпцига, Мюнхена (где он слушал лекции философа Ганса Корнелиуса), Гейдельберга. В Львовском университете изучал, главным образом, философию, а также посещал лекции математиков Юзефа Пузыны и Вацлава Серпинского. В 1912 году в Львовском университете ему была присуждена степень доктора философии (под руководством К. Твардовского).
В 1913 году — учитель в Варшавской школе. С началом Первой мировой войны вернулся в Россию, в 1914—1918 гг. преподавал в польской средней школе в Москве. В эти годы издал свою формальную теорию, названную «мереология».
В 1919—1939 гг. — профессор философии математики Варшавского университета. В 1919 году совместно с Яном Лукасевичем основал Варшавскую Школу Логики.

## Логическая теория
Лесьневский, разделяя антипсихологизм и аналитическую установку Лукасевича, отказывался от платонизма и логического плюрализма, предпочитая материалистический номинализм и классическую (двузначную) логику. Онтологические и метаматематические идеи направляли его логические исследования. Лесьневский стремился создать универсальную логическую теорию, которая бы избавила номинализм от противоречий и легла в основу номиналистической теории множеств.
Он создал три части этой теории: «прототетику», «онтологию» и «мереологию», а также наметил, но не завершил «хронологию» и «стереологию». Его логическая система избегает антиномий классической теории множеств, основываясь на концепции семантических категорий.
Лесьневский вместе с Котарбинским критиковал «гипостазирование» понятий, приводящую к онтологизации логических и математических объектов. Синтаксический аналог его теории семантических категорий применялся в лингвистике. В его логике нашли отражение идеи античных и средневековых логиков, что делает его труды ценными для логико-метаматематического и историко-философского исследования.

## Избранные труды
- Лесневский С. И. Логические рассуждения: I. Опыт обоснования онтологического закона противоречия. II. К анализу экзистенциальных предложений. — СПб.: [тип. А. Смолинского], 1913. — 91 с. — (Перевод из: // Przeglad filozofiezny. – 1912. – № 2; 1911. – № 3).
- Лесьневский С. Об основаниях математики (глава 9). В кн. : Философия и логика Львовско-Варшавской школы. М.,1999. Серия «Научная философия».
- Podstawy ogolnej teorii mnogosei. Moskwa, 1916;
- Collected Logical Papers. Warszawa, Dordrecht. 1988.